# (6939) Lestone
(6939) Lestone ist ein Asteroid des Hauptgürtels, der am 22. September 1952 von dem US-amerikanischen Astronomen Leland E. Cunningham am Mount-Wilson-Observatorium (IAU-Code 672) in den San Gabriel Mountains im US-Bundesstaat Kalifornien, nordöstlich von Los Angeles, entdeckt wurde. 
Der Asteroid wurde nach Lestone benannt, einem Stadtteil von Leighton Buzzard im südlichen Bedfordshire.
Der Himmelskörper gehört zur Eunomia-Familie, einer nach (15) Eunomia benannten Gruppe, zu der vermutlich fünf Prozent der Asteroiden des Hauptgürtels gehören.